# Gossip Girl (2021)
Gossip Girl ist eine US-amerikanische Dramaserie. Die Serie ist ein Neustart sowie Spin-Off von Gossip Girl und wird für den Streamingdienst HBO Max produziert. Die erste Folge wurde am 8. Juli 2021 veröffentlicht. Im September 2021 wurde die Serie um eine zweite Staffel verlängert. Im Januar 2023 wurde die Serie nach zwei Staffeln eingestellt.

## Produktion
WarnerMedia gab im Juli 2019 den Auftrag zur Neuauflage von Gossip Girl für seinen Streamingdienst HBO Max bekannt. Der Drehstart war ursprünglich für März 2020 geplant, musste jedoch aufgrund der COVID-19-Pandemie verschoben werden. Der Serienstart wurde folglich auch von 2020 auf 2021 verschoben.
Die Dreharbeiten für die Serie begannen am 2. November 2020 in New York City. Karena Evans führte bei den ersten beiden Episoden Regie. Am 9. Juni 2021 wurde der erste Trailer veröffentlicht. Die Serie wird seit dem 8. Juli 2021 auf HBO Max veröffentlicht.

## Besetzung und Synchronisation
Die deutsche Synchronisation entstand unter der Dialogregie von Dascha Lehmann und dem Dialogbuch von Janne von Busse, Sabine Frommann und Rebecca Völz durch die Synchronfirmen Iyuno-SDI Group Germany (Staffel 1) und VSI Synchron (Staffel 2) in Berlin.

### Hauptbesetzung
| Rolle                   | Schauspieler        | Hauptrolle (Episoden) | Nebenrolle (Episoden) | Synchronsprecher                                   |
| ----------------------- | ------------------- | --------------------- | --------------------- | -------------------------------------------------- |
| Julien Calloway         | Jordan Alexander    | 1.01–2.10             |                       | Giovanna Winterfeldt                               |
| Zoya Lott               | Whitney Peak        | 1.01–2.10             |                       | Marie Hinze                                        |
| Kate Keller             | Tavi Gevinson       | 1.01–2.10             |                       | Lea Kalbhenn                                       |
| Otto „Obie“ Bergmann IV | Eli Brown           | 1.01–2.10             |                       | Sebastian Fitzner                                  |
| Max Wolfe               | Thomas Doherty      | 1.01–2.10             |                       | Amadeus Strobl                                     |
| Audrey Hope             | Emily Alyn Lind     | 1.01–2.10             |                       | Daniela Molina                                     |
| Akeno „Aki“ Menzies     | Evan Mock           | 1.01–2.10             |                       | Tim Schwarzmaier                                   |
| Nick Lott               | Johnathan Fernandez | 1.01–2.10             |                       | Jan-David Rönfeldt                                 |
| Jordan Glassberg        | Adam Chanler-Berat  | 1.01–2.10             |                       | Marcel Mann                                        |
| Luna La                 | Zión Moreno         | 1.01–2.10             |                       | Katharina Schwarzmaier                             |
| Monet de Haan           | Savannah Smith      | 1.01–2.10             |                       | Sophie Lechtenbrink                                |
| Gideon Wolfe            | Todd Almond         | 1.01–2.10             |                       | Roman Wolko                                        |
| Gossip Girl (Stimme)    | Kristen Bell        | 1.01–2.10             |                       | Nana Spier                                         |
| Rafa Caparros           | Jason Gotay         | 1.01–1.12             |                       | Max Felder                                         |
| Katherine „Kiki“ Hope   | Laura Benanti       | 1.02–2.10             |                       | Antje von der Ahe                                  |
| Wendy Fineman           | Megan Ferguson      | 2.01–2.09             | 1.01–1.12             | Anita Hopt                                         |
| Shan Barnes             | Grace Duah          | 2.01–2.10             | 1.11–1.12             | Lo Rivera (Staffel 1) Dela Dabulamanzi (Staffel 2) |

### Nebenbesetzung
| Rolle                      | Schauspieler           | Episoden                          | Synchronsprecher          |
| -------------------------- | ---------------------- | --------------------------------- | ------------------------- |
| Roy Sachs                  | John Benjamin Hickey   | 1.01–2.02, 2.06                   | Erich Räuker              |
| Martine                    | America Olivo          | 1.01                              | Jessica Walther-Gabory    |
| Davis Calloway             | Luke Kirby             | 1.01–2.01                         | Felix Spieß               |
| Harris                     | Brennan Gomillion      | 1.01, 1.10, 2.01, 2.03–2.05, 2.08 | Hannes Maurer (Staffel 2) |
| Headmistress Vivian Burton | Donna Murphy           | 1.02–1.03, 1.10, 2.02             | Ulrike Möckel             |
| Lola Morgan                | Elizabeth Lail         | 1.03–1.04, 1.07–1.08, 1.10        | Sandrine Mittelstädt      |
| Aaron                      | Paul James             | 1.03                              | Imme Aldag                |
| Princess Nokia             | Princess Nokia         | 1.04                              | Sarah Mendez              |
| Bianca Beer                | Ella Rubin             | 1.05, 1.11, 2.01–2.04             | Clara Drews               |
| Pippa Sykes                | Katherine Reis         | 1.05, 1.11, 2.01–2.04             | Sarah Tkotsch             |
| Jodi                       | Hettienne Park         | 1.06–1.07                         | Gundi Eberhard            |
| Helena Bergmann            | Lyne Renée             | 1.06, 1.08, 2.05–2.07, 2.09–2.10  | Katrin Fröhlich           |
| Roger Menzies              | Malcolm McDowell       | 1.06–1.08, 2.09–2.10              | Axel Lutter               |
| Saskia Bates               | Lucy Punch             | 1.07                              | Mareile Möller            |
| Nancy Vogel                | Jenna Leigh Green      | 1.09                              | Dina Kürten               |
| Rex Huntington             | Cole Doman             | 1.09, 1.11, 2.02, 2.04            | Tom Raczko                |
| Riley Love                 | Katerina Tannenbaum    | 1.09                              | Noemi Ferrari             |
| Heidi Bergmann             | Kathryn Gallagher      | 1.11, 2.05, 2.07, 2.09–2.10       | Flavia Vinzens            |
| Mr. Spencer                | Peter Grosz            | 1.11                              | Klaus-Peter Grap          |
| Camille de Haan            | Amanda Warren          | 1.12, 2.01, 2.04, 2.07–2.10       | Victoria Sturm            |
| Grace Byron                | Anna Van Patten        | 1.12, 2.02–2.04                   | Dalia Schmidt-Foß         |
| Mike Shubin                | Pico Alexander         | 2.01–2.05                         | Jonas Lauenstein          |
| Greyson de Haan            | Rick Worthy            | 2.01, 2.03–2.04, 2.09             | Wolfgang Wagner           |
| Graham Smith               | Jarvis Tomdio          | 2.01, 2.04–2.06                   | Sebastian Kluckert        |
| Dennis Keller              | Frank Whaley           | 2.03                              | Michael Iwannek           |
| Daniela Sommer             | Sandra Maren Schneider | 2.05–2.06                         | Sandra Maren Schneider    |
| Richard Hope               | Dash Mihok             | 2.07–2.08                         | Nico Mamone               |
| Jessica Bradley            | Johanna Braddy         | 2.07–2.08                         | Julia Stoepel             |
| Andy Cohen                 | Andy Cohen             | 2.10                              | Stephan Baumecker         |

### Gastbesetzung ausGossip Girl(2007)
| Rolle             | Schauspieler          | Episoden   | Synchronsprecher |
| ----------------- | --------------------- | ---------- | ---------------- |
| Nelly Yuki        | Yin Chang             | 1.05, 2.06 | Tina Haseney     |
| Dorota Kishlovsky | Zuzanna Szadkowski    | 1.10       | Martina Treger   |
| Cyrus Rose        | Wallace Shawn         | 1.10       | Michael Pan      |
| Eleanor Waldorf   | Margaret Colin        | 1.10, 2.07 | Andrea Aust      |
| Vanya             | Aaron Schwartz        | 1.10       | Christian Gaul   |
| Georgina Sparks   | Michelle Trachtenberg | 2.06–2.07  | Ilona Otto       |
| Jonathan Whitney  | Matt Doyle            | 2.10       | Roland Wolf      |